# А-
А, перед голосними ан (від грецького заперечення, відсутність) — префікс, який широко використовується на означення заперечення певних дій, протидій. Наприклад алогічний, афонія, анаероби і таке інше. В українській мові використовується майже виключно в запозичених словах, або ж в словах сконструйованих з давньогрецьких чи латинських коренів.